# Шёпот ангелов
«Шёпот ангелов» (англ.  A Rumor of Angels) — американский художественный фильм режиссёра Питера O’Фэллона с Реем Лиоттой, Ванессой Редгрейв и Кэтрин Маккормак в главных ролях. История основана на написанном в 1918 году романе Грейс Даффи Бойлан «Твой Сын жив: Сообщения солдата к его матери». И хотя в романе рассказывается история матери, чей сын погиб во время Первой мировой войны, действия фильма разворачивается в конце XX века.

## Сюжет
Двенадцатилетний мальчик Джеймс (Трэвор Морган) живёт в маленьком прибрежном городе с отцом Натаном (Рэй Лиотта) и мачехой Мэри (Кэтрин Маккормак). Он потерял свою мать в автокатастрофе два года назад. Воспоминания об аварии всё ещё преследуют его и заставляют панически застывать на месте. Он не был в состоянии с кем-то поделиться своими чувствами по поводу аварии и смерти его матери, потому что его отец всегда вдали от дома, а с мачехой он это обсуждать не хочет.
Однажды, играя за домом Мэдди Беннет (Ванесса Редгрейв), он случайно ломает её забор. Мэдди требует, чтобы он его починил. Вскоре они становятся хорошими друзьями. Мэдди потеряла сына Бобби в 1974 году во время Вьетнамской войны. Она рассказывает Джеймсу о своих чувствах после потери сына. Она заставляет Джеймса говорить о его матери и столкнуться лицом к лицу со своими страхами и опасениями. Также она рассказывает Джеймсу о том, что её сын Бобби разговаривает с ней.
Родителям Джеймса не нравятся эти рассказы Мэдди, и они запрещают ему общаться с ней. Джеймс очень расстраивается из-за «потери» своего друга. Между тем, Мэдди переносит сердечный приступ, и родители Джеймса разрешают ему ухаживать за ней, пока она не выздоровеет. Мэдди идет на поправку, но вскоре умирает. После этого Джеймс примиряется со своей мачехой и со своим отцом, который теперь уже общается с ним гораздо больше.

## В ролях
| Актёр            | Персонаж        |
| ---------------- | --------------- |
| Ванесса Редгрейв | Мэдди Беннет    |
| Тревор Морган    | Джеймс Нейбауэр |
| Рей Лиотта       | Натан Нейбауэр  |
| Кэтрин Маккормак | Мэри Нейбауэр   |

## Съёмки
Действия фильма происходят в штате Мэн, однако фильм был снят в городе Луненберг, в провинции Новая Шотландия (Канада) . Фильм был впервые показан в сентябре 2000 года на Международном кинофестивале в Торонто, однако в США фильм был впервые показан только в 2002 году.